# Ungererbahn

Ungererbahn mit Remise

Die Ungererbahn war ein Vorläufer der elektrischen Straßenbahn in München. Sie wurde von dem Ingenieur und Besitzer des Schwabinger Würmbades (heute: Ungererbad) August Ungerer errichtet, um das Bad mit der 750 Meter entfernten Endhaltestelle der Pferdebahn zu verbinden. Die 1,2 Kilometer lange Strecke durch die damalige Freisinger Landstraße (heute Ungererstraße) vom Schwabinger Großwirt zum späteren Ungererbad bestand vom 1. Juli 1886 bis Juni 1895 und war eine der ersten elektrischen Straßenbahnen in Deutschland. Sie wurde am 17. Juli 1895 aufgrund ihrer unzureichender Kapazität durch die Verlängerung der Pferdebahn bis zum neugebauten Nordfriedhof ersetzt.
Die Stromversorgung erfolgte erst einige Meter nach den erhöht liegenden Endstationen wie bei der ersten elektrischen Straßenbahn der Welt über die Schienen. So wurden bei Fahrtbeginn die Bremsen gelöst, woraufhin die Wagen aufgrund der Schwerkraft losrollten, bevor sie Fahrspannung erhielten und mit Elektroantrieb weiterfahren konnten.
Die Haltestelle beim Großwirt befand sich auf Höhe der Einmündung der Marktstraße. Der Fahrzeugschuppen mit dem Uhrturm gleich östlich neben dem heutigen Kiosk im Ungererbad für die zwei grünen Triebwagen mit Goldverzierung und zwei Sommerwagen stand noch bis ins Jahr 1944.